# Fougeré (Vandea)
Fougeré è un comune francese di 1 021 abitanti situato nel dipartimento della Vandea nella regione dei Paesi della Loira.

## Società

### Evoluzione demografica
Abitanti censiti